# Tarsalgus tibialis
Tarsalgus tibialis là một loài bọ cánh cứng trong họ Elateridae. Loài này được Harold miêu tả khoa học năm 1878.